# Het verlangen (beeld)
Het verlangen is een beeldengroep in Duivendrecht, gemeente Ouder-Amstel.
De creatie van kunstenaarsduo Berkman en Janssens, bestaande uit Margot Berkman en Eline Janssens stond vanaf 2008 aan weerszijden van het in de gemeente Ouder-Amstel liggende deel van de Holterbergweg ten noorden van de kunstwerken voor spoor- en metrolijnen komende van en gaande naar Station Duivendrecht. Het gebied ging in de jaren tien van de 21e eeuw flink op de schop voor de aanleg van een verkeerskruising met allerlei weg- en waterwerken. De beelden belandden bijna bij het grofvuil op een terreintje dat ontoegankelijk was voor publiek. In het najaar van 2019 werd een nieuwe plek gevonden aan de zuidkant van de reeks betonnen spoor- en metroviaducten in een groenstrook 400 meter verder ook aan de Holterbergweg. 
Het betreft een beeldengroep geïnspireerd op De dame en de eenhoorn, een 16e-eeuwse tapijtenserie. Het kunstenaarsduo liet zich hierdoor vaker inspireren, zoals bij het beeld De liefdesbrief in Delft. Volgens Margot Berkman zijn de zestien spierwitte beelden een allegorische weergave van verlangen. Door de verhuizing maakte deze kunstenaar een nieuwe schikking van de bijna tweedimensionale beelden, die als een soort krantenknipsels in hum omgeving staan. Ze zijn plat maar 2,5 tot 4 meter hoog. Er zijn tuinvazen te zien, als ook keizerskronen, honden en apen staande voor begrippen als lust, schaamte, onschuld en trouw. Die apen vormden in de oude opstelling de uiteinden van de twee groepen; in de nieuwe opstelling zijn ze verdeeld over de drie groepen plaatstalen beelden, die in de zomers deels schuil gaan achter de rietkragen van de plaatselijke sloot.
De beeldengroep kwam stand na opdracht van de Nederlandse Spoorwegen.

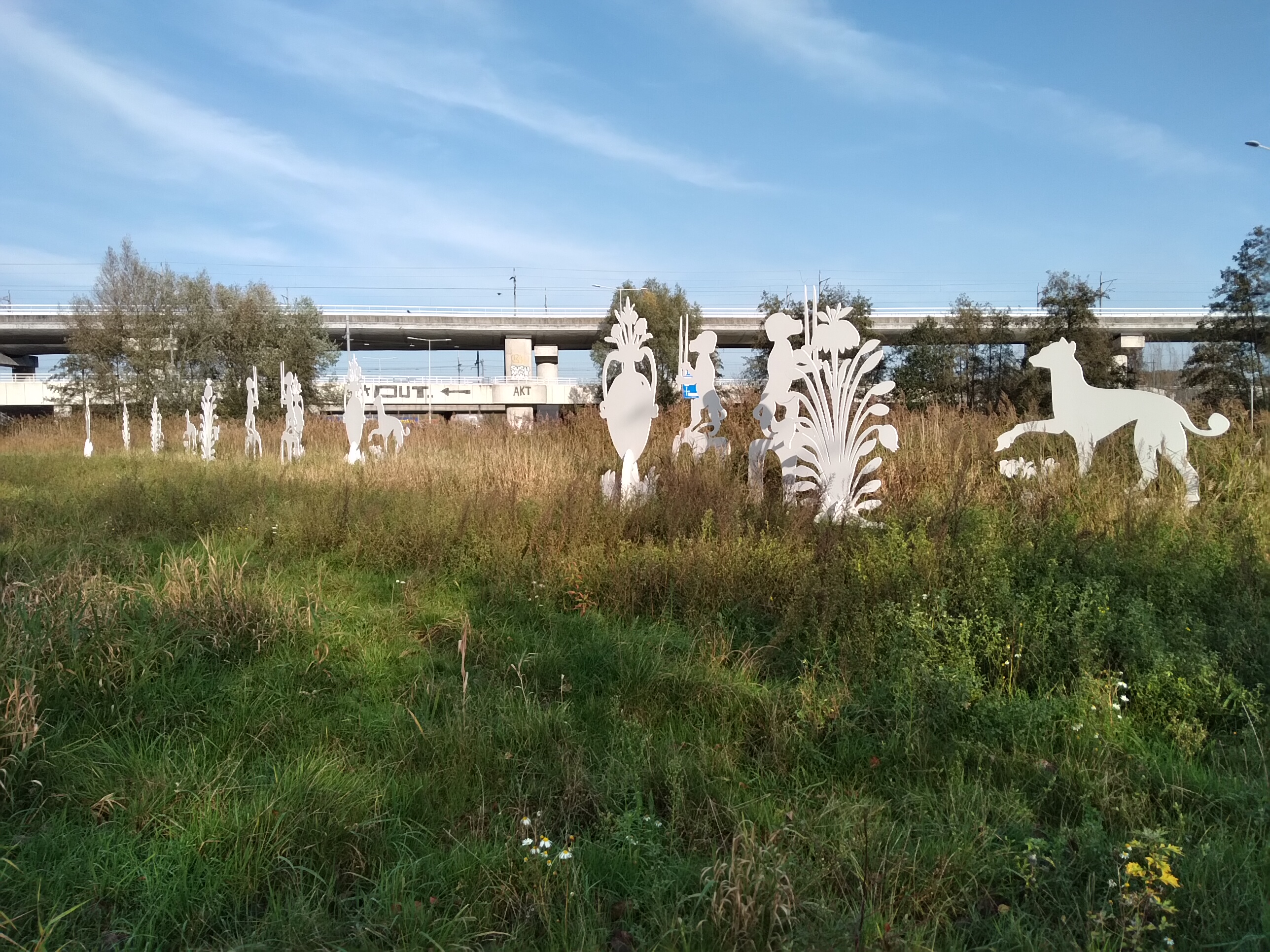
Het verlangen in het gras (november 2020)